# James Binney
Pour les articles homonymes, voir Binney.
James Jeffrey Binney, né en 1950, est un astrophysicien britannique, membre de la Royal Society ainsi que de la Physical Society of London. Actuellement (2010), il est professeur de physique à l'université d'Oxford, où il dispose d'un poste au sous-département de physique théorique de même qu'un poste de professeur au Merton College. Binney est principalement connu pour son travail théorique sur l'astrophysique galactique et extra-galactique, mais il a également produit un grand nombre de contributions dans des domaines extérieurs à l'astrophysique.

## Étude et carrière
Binney suivit la première année des tripos mathématiques à l'université de Cambridge en 1971, puis s'inscrivit à l'université d'Oxford pour préparer un doctorat au Christ Church College sous la houlette de Dennis Sciama, qu'il obtint en 1975. Après avoir occupé divers postes post-doctoraux, parmi lesquels un Junior Research Fellowship au Magdalen College, et un poste à l'université de Princeton, Bienney retourna à Oxford comme conférencier et Fellow and Tutor in Physics au Merton College en 1981. Par la suite, il fut désigné Ad Hominem maître de conférence en physique théorique en 1996.
Binney a reçu un grand nombre de récompenses et d'honneurs pour son travail, parmi lesquels le Maxwell Medal and Prize de l'Institute of Physics en 1986, le Brouwer Award (Division on Dynamical Astronomy) de l'American Astronomical Society en 2003, et le Prix Dirac en 2010. Il a été élu membre de la Royal Society et membre de l'Institute of Physics, tous les deux en 2000.

## Sujets de recherches
Les sujets récents des recherches de Binney comprennent :
- la physique des courants froids et les processus des réactions des AGN ;
- les perturbations par les supernova des disques de gaz des galaxies ;
- la dynamique des galaxies, y compris celle de la Voie lactée ;
- modélisation des galaxies et de leur orbite, y compris le développement des techniques de modélisation torique.

## Publications
Binney a signé plus d'une centaine d'articles dans des revues à comité de lecture, de même que plusieurs ouvrages. En particulier, James Binney est notamment connu pour être le co-auteur, avec Scott Tremaine, du livre Galactic Dynamics, communément appelé « le Binney et Tremaine » d'après le nom de ses auteurs, qui a longtemps été considéré comme l'ouvrage de référence en la matière.

### Ouvrages
- Galactic Astronomy, Dimitri Mihalas et James Binney, Freeman 1981 ;
- Galactic Dynamics, James Binney et Scott Tremaine, Princeton University Press, 1988 ;
- The Theory of Critical Phenomena, J. J. Binney, N. J. Dowrick, A. J. Fisher et M. E. J. Newman, Oxford University Press, 1992 ;
- Galactic Astronomy (2e éd.), James Binney et Michael Merrifield, Princeton University Press, 1998 ;
- Galactic Dynamics (2e éd.), James Binney et Scott Tremaine, Princeton University Press, 2008 ;
- The Physics of Quantum Mechanics: An Introduction, James Binney et David Skinner, Cappella Archive, 2010.